# Arthur Kylander
Arthur Arkadius Kylander, född 16 februari 1892 i Lundo, död 26 augusti 1968 i Camino, Kalifornien, var en amerikafinländsk sångare, sångtextförfattare och mandolinist. Han var gift med pianisten och dragspelaren Julia Kylander (född Varila).
Kylander emigrerade till USA 1914 och arbetade som timmerman och snickare i Maine, New York, Pennsylvania, Ohio och Minnesota. Åren 1926–1929 gjorde Kylander 21 skivinspelningar för skivbolaget Victor. Samtliga av visorna hade han skrivit själv. Några av inspelningarna gjordes tillsammans med Alfredo Cibellis orkester och makan Julia deltog ibland både som musiker och sångerska, bland annat under inspelningen av Rakastuneiden valssi, där makarna sjöng duett. Främst framförde Kylander sånger om emigranternas liv och flera av hans sånger hade kopplingar till fackrörelsen IWW. Under 1930-talet drev makarna Kylander en restaurant i Hollywood. Senare blev Kylander virkesproducent i Placerville.
Arthur Kylander avled 1968 och hustrun Julia gick bort 1991. Makarna ligger begravda på Westwood Hills Memorial Park i Placerville.

## Skivinspelningar
| Datum             | Sånger | Ackompanjemang                                  |
| ----------------- | --- | ----------------------------------------------- |
| 19 september 1927 | Lumber-jäkki Muistoja Alaskasta Muistojen valssi Selkärankatohtori                                                          | Jack Häkkilä (dragspel), violin, slagverk       |
| 6 december 1927   | Ylioppilas Suomesta Paitaressu Vihtori Neekerimailla Afrikassa Nyt minä reissaan vanhaan maahan                             | Jack Häkkilä (dragspel), Julia Kylander (piano) |
| 19 mars 1928      | Ennen ja nyt Lehtolapsi Siirtolaisen ensi vastuksia Vanhingossa syntynyt                                                    | Instrumental Trio                               |
| 13 februari 1929  | Iloinen cabaliero Kuinka Heikki munitti kanojansa Merimiehen elämästä Rakastuneiden valssi (tillsammans med Julia Kylander) | Alfredo Cibellis orkester                       |
| 4 mars 1929       | Kulkuri Oi kuinka engeliksi mielin Suomalainen ja sauna Turun tytön laulu                                                   | okänd orkester                                  |